# 馬必強
馬必強（1958年12月—），广东丰顺人，中國共產黨員，中共政治人物、軍事人物。2010年7月晋升为少将軍階。

## 簡歷
马必强毕业于中国人民解放军国防大学。曾先後任廣東省珠海警備區政委、湖南省军区政委、廣東省陽江軍分區政治委員、驻粵军隊領導、驻澳部隊政委 、南部戰區陸軍紀委書記等職。